# Eine Frau ohne Mann ist wie ein Fisch ohne Fahrrad

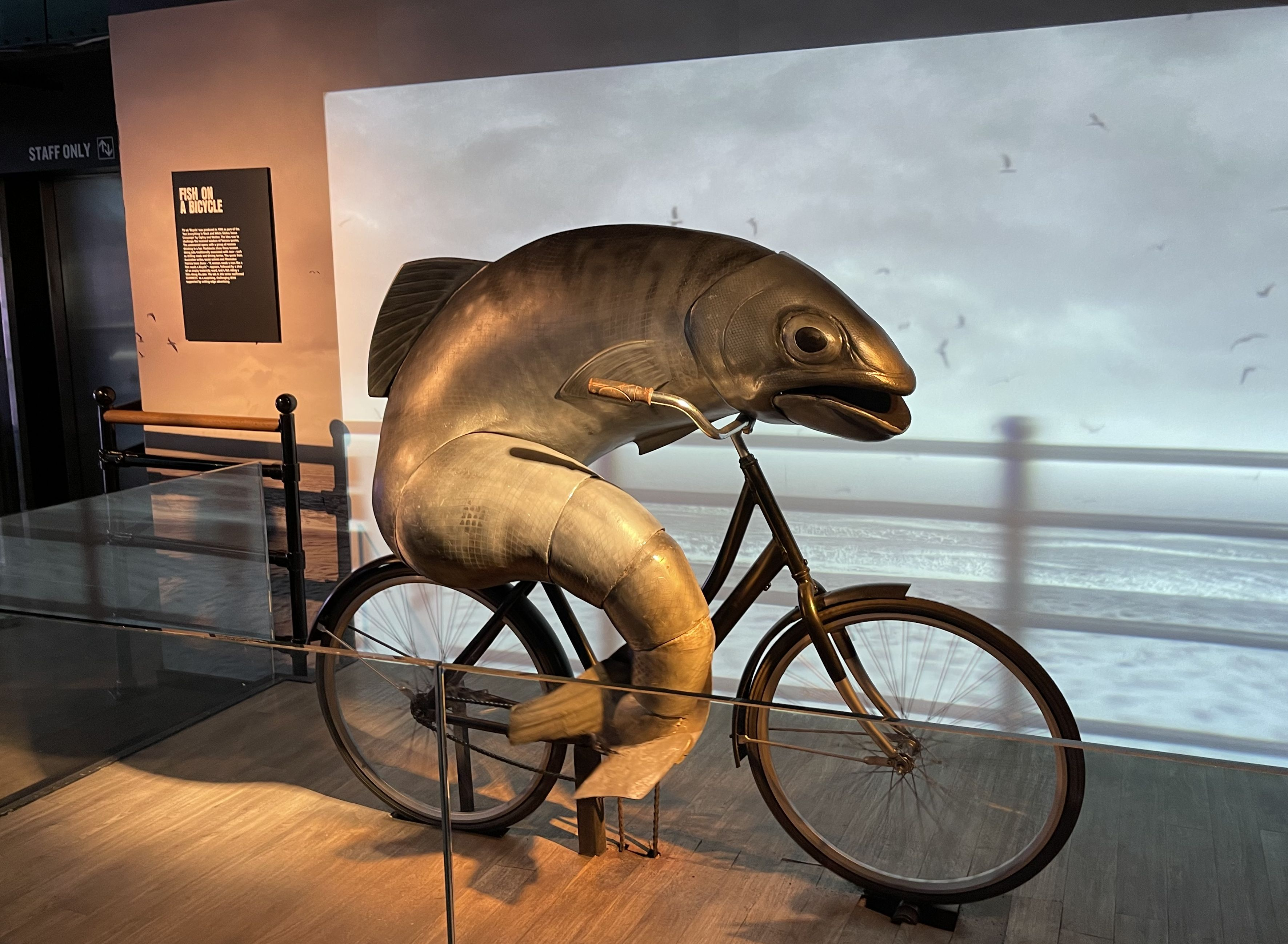
Fish on a Bicycle (bewegliche Installation im Guinness Storehouse, Dublin)

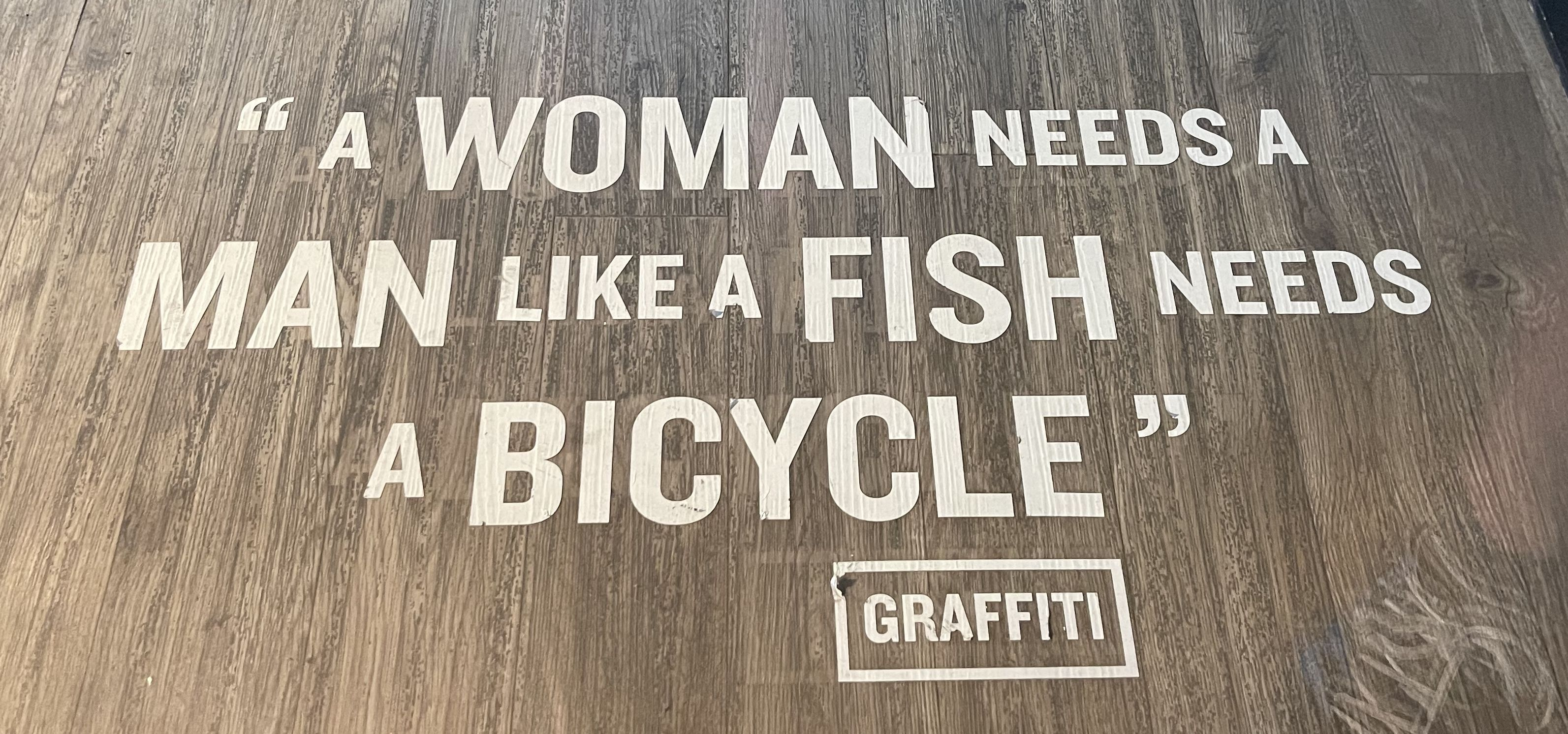
Aphorismus (auf dem Boden vor der Installation)

Eine Frau ohne Mann ist wie ein Fisch ohne Fahrrad (seltener Eine Frau braucht einen Mann wie ein Fisch ein Fahrrad braucht; im Englischen ursprünglich A woman needs a man like a fish needs a bicycle, aber auch A woman without a man is like a fish without a bicycle) ist ein Aphorismus, der erstmals in den frühen 1970er Jahren in der angelsächsischen feministischen Rhetorik und ab 1975 auch im Journalismus und in der Literatur auftauchte. Die Urheberin ist die australische Filmemacherin, Sozialaktivistin, Schriftstellerin und spätere Politikerin Irina Dunn, die 1970 als 22-jährige Kunststudentin das Original als Variation eines religionskritischen Vergleichs aus den 1950er Jahren prägte und als Graffiti verwendete.
Die Sentenz verbreitete sich schnell, erhielt sehr unterschiedliche Interpretation und wurde als Teil der Popkultur vielfach verwendet und kommerzialisiert. Sie bringt auf sarkastisch-humorvolle Weise zum Ausdruck, dass eine Frau durchaus in der Lage ist, ein vollständiges und unabhängiges Leben zu führen, ohne die Gegenwart oder Hilfe eines Mannes zu benötigen.

## Entstehung
Die genaue Identifizierung des Ursprungs eines weithin bekannten Ausspruchs kann wie im vorliegenden Fall schwierig sein. Da die US-amerikanische Feministin, Journalistin und Frauenrechtlerin Gloria Steinem den feministischen Slogan A woman needs a man like a fish needs a bicycle häufiger zitierte, wurde er ihr oft, selbst noch in jüngster Zeit, zugeschrieben. Als das Time-Magazine im Jahr 2000 ihre Urheberschaft an dem Spruch behauptete, korrigierte Steinem diese Aussage mit einem Leserbrief, denn ausgehend von einem Interview im Jahr 1994 bei der Australian Broadcasting Corporation kam Steinem in Briefkontakt mit der australischen Filmemacherin, Sozialaktivistin, Schriftstellerin und späteren Politikerin Irina Dunn (geb. 1948). Von dieser erfuhr sie Folgendes: Dunn erinnerte sich, dass sie in einem Philosophiebuch den ironischen Vergleich A man needs God like a fish needs a bicycle gelesen habe, könne sich aber nicht mehr an den Autor erinnern. Dann, als 22-Jährige Kunststudentin und „being a bit of a smart-arse“ (etwa: da sie „eine kleine Klugscheißerin war“), habe sie diesen Satz in A woman needs a man like a fish needs a bicycle variiert und ihn als Graffiti an die Wände von Toiletten an der University of Sydney geschrieben. Von da aus habe er sich dann verbreitet.
Steinem machte sich auf die Suche nach dem ursprünglichen philosophischen Vergleich und gab an, A man needs faith like a fish needs a bicycle (Ein Mensch braucht den Glauben wie ein Fisch ein Fahrrad braucht) des US-amerikanischen Psychologen Charles S. Harris gefunden zu haben. Hier zitiert Steinem ungenau, denn Harris’ Original von 1958 lautet A man without faith is like a fish without a bicycle (frei übersetzt: Ein Mensch ohne Glauben ist wie ein Fisch ohne Fahrrad).

### Sprachliche Einordnung
Irina Dunns Satz kann als Aphorismus (oder Sentenz) klassifiziert werden, d. h. ein von einem bekannten Urheber formulierter selbständiger Gedanke, ein Urteil oder eine Lebensweisheit. Wie auch beim Aphorismus von Charles S. Harris handelt es sich um einen alogistischen literarischen Vergleich und eine Behauptung in Form einer Verbildlichung: Frau wird mit Fisch und Mann mit Fahrrad in sarkastischer Weise metaphorisch gleichgesetzt. In Bezug auf Harris hat Dunn eine Variante geschaffen, einen Satz, der einerseits einem anderen Satz ähnlich und andererseits verschieden ist. Auch Harris’ Satz ist wiederum eine Variante noch früherer Satzschöpfungen.
Je nach Thematik wird Dunns Aphorismus auch als (ironischer, feministischer …) Slogan oder Mantra bezeichnet. Es als Schlagwort zu kategorisieren, dehnt diesen Begriff sehr.

## Rezeption

### Dokumentation und Verbreitung
Die derzeit erste bekannte journalistische Erwähnung von Dunns Aphorismus in englischer Sprache bezieht sich auf ein anonymes Graffiti an einer Wand in Forest Lodge, einem Vorort von Sydney; der Artikel erschien am 25. Januar 1975 in The Sydney Morning Herald. Einen guten Monat später wurde der International Women’s Day zum ersten Mal in Australien begangen. Ausgehend vom Englischen wurde der Aphorismus in viele Sprachen aufgenommen.
In Deutschland wurde er vom Spiegel bereits 1976 aufgegriffen und als „Parole der Westemanzen“ bezeichnet. Die enzyklopädische Dokumentation erfolgte 1984 durch den Volkskundler, Germanisten, Altertums- und Erzählforscher Kurt Ranke in Band 4 (Ente-Förster) der Enzyklopädie des Märchens. In den Duden Zitate und Aussprüche wurde der Aphorismus 2002 aufgenommen (Band 12, S. 178).
Im Dänischen wird En kvinde uden en mand er som en fisk uden en cykel (Eine Frau ohne Mann...) zu Beginn der 1980er Jahre im Zusammenhang mit den entsprechenden Buttons erwähnt. 2004 wird der Aphorismus in Gyldendals Citatsleksikon in der leicht abgewandelten Form En kvinde behøver en mand, lige så meget som en fisk behøver en cykel (Eine Frau braucht einen Mann...) zitiert und später kommen mehrere Biografien und Romane dazu, die sich auf den Satz beziehen oder sogar teilweise im Titel verwenden (z. B. Barbara Gram Fisk uden cykel (2010), Winnie Haarløv Fisk kan da ikke cycle (2021)).
Im Polnischen ist der Aphorismus Kobieta bez mężczyzny jest jak ryba bez roweru (Eine Frau ohne Mann...) seit 2003 dokumentiert.
In einer türkischen Zitatensammlung von 2010 ist Erkeksiz bir kadın, bisikletsiz bir balığa benzer (Eine Frau ohne Mann...) noch Gloria Steinem zugeordnet.
Diese Auflistung ließe sich beliebig fortsetzen.

### Thematische Wahrnehmung und Einordnung
Dunns Aphorismus hat sehr unterschiedliche Reaktionen hervorgerufen.
Das Thema der Sentenz bewirkte humorvolle Wahrnehmungen und Assoziationen: Bei Gloria Steinem (witticism, etwa ‚Wortwitz, Wortspiel‘), bei Ralph Keyes (feminist humor, ‚feministischer Humor‘), bei Vern Leroy Bullough (sexual humor, ‚sexueller Humor‘) und bei Michelle Perrot ludique (‚spielerisch, verspielt‘, Adjektiv zu ‚Verspieltheit‘).
In konservativem und religiösem Schriftgut finden sich eher Widerspruch und ablehnende Meinungen: Beispielsweise patently false (‚schlichtweg falsch‘) oder appalling (‚entsetzlich‘). Bezüglich der Bemerkung, dass die „Sprücheklopferei intellektueller Feministinnen“ (gemeint ist der Dunn-Aphorismus) „nicht gerade auf männliches Verständnis stoßen wird“ weist der Parömiologe Wolfgang Mieder darauf hin, dass „unzählige Sprüche, Sprichwörter und Redensarten die Frauen seit Jahrhunderten negativ darstellen, und so müsste eigentlich auch einmal diese moderne Sprichwortvariation von der ‚Männerwelt‘ verkraftet werden.“
Auch im feministischen und antifeministischen Diskurs gehen die Beurteilungen auseinander. In dem Bestseller The Surrendered Wife (2001) von Laura Doyle – und weiteren ähnlichen Ratgebern anderer Autorinnen – in denen diese vorschlagen, dass Frauen die unangemessene Kontrolle über ihre Männer aufgeben und sich besser auf ihr eigenes Glück konzentrieren sollten, um Romantik und Intimität in ihre Beziehung zurückzubringen, erkennt die Journalistin Mariam Lau in diesen Publikationen den Widerhall der „inzwischen zum tristen Alltagsverstand verharzten Toilettensprüche des Feminismus: Der Fisch braucht eben doch ein Fahrrad“ und solle sich aufgeben/hingeben (surrender).
Bettina Gruber, Professorin für Neuere Deutsche Philologie, argumentierte 2019, der Dunn Aphorismus sei „so sinnvoll wie weißes Rauschen und so nutzbringend wie Tetanus [...]. Es ist evident, dass der Fisch-Fahrrad-Satz für die Mehrzahl der Frauen in der Mehrzahl ihrer Lebenssituationen schlicht unzutreffend ist.“
Die Historikerin Marlene LeGates wies darauf hin, dass feministische Gruppen wie beispielsweise die „Furies“ Dunns Aphorismus in der Weise verstanden, dass sie forderten feminists must become lesbians if they hope to end male supremacy (Feministinnen müssen Lesben werden, wenn sie die Vorherrschaft der Männer beenden wollen).

### Populärkultur und Kommerzialisierung
Irina Dunns Aphorismus wurde zum Bestandteil der Populärkultur und wird seit Jahrzehnten als Beschriftung von Kaffeebechern, T-Shirts, Tragetaschen, Postern, Notizbüchern, Terminkalendern, Buttons, Aufklebern und anderen Gegenständen kommerzialisiert. Es wird vermutet, dass die der deutschen Übersetzung zugrundeliegende englische Variante A woman without a man is like a fish without a bicycle formuliert wurde, um eventuelle Copyright-Ansprüche bei der Kommerzialisierung zu umgehen – obwohl dieser Slogan nie urheberrechtlich geschützt wurde.
Bei dem 1989 erschienenen Roman Every Woman Loves a Russian Poet der US-amerikanischen Autorin Elizabeth Dunkel, der die Probleme von postfeministischen Single-Frauen thematisiert, wurde der Titel 1991 „vom deutschen Verleger willkürlich geändert“ in Der Fisch ohne Fahrrad (Übersetzung von Gisela Stege).
Die irische Rockband U2 verwendet den Aphorismus im Song Tryin’ to Throw Your Arms Around the World auf ihrem Album Achtung Baby aus dem Jahr 1991.
1996 brachte die Guinness-Brauerei einen von Ogilvy & Mather produzierten Werbespot heraus, der als „Fish on a Bicycle“ bekannt wurde. Der Spot soll Frauen ansprechen und der Aphorismus wird zu dem Song I'm gonna wash that man right out of my hair von Mitzi Gaynor eingeblendet. Der am Ende des Spots gezeigte animierte Fahrrad fahrende Fisch ist in einer realen und beweglichen Installation in Guinness Storehouse in Dublin zu sehen.
Im sechsten Song I Just Can’t Help Myself auf The Yellow Album beginnt Lisa Simpson ihren Rap-Monolog mit den Worten “A very great lady, once said it right – A woman needs a man, like a fish needs a bike.”
1998 schuf der britische Künstler Steven Gregory Fish on a Bicycle, eine Bronzeplastik, die sich in ähnlichen Ausführungen an mehreren Standorten befindet.
Fish Without a Bicycle ist der Titel eines Films von Brian Austin Green aus dem Jahr 2003, der die komplizierten Beziehungen einer jungen Frau zum Thema hat.
A Woman Needs a Man Like a Fish Needs a Bicycle ist der Titel eines 2019 uraufgeführten experimentellen Kurzfilms von Jesse Schoem, in dem er auch selber die Hauptrolle spielt.
Unter dem Slogan „Fisch sucht Fahrrad“, einer logischen Umkehrung des Aphorismus, werden von einem kommerziellen Partyveranstalter Treffen für Singles in deutschen Großstädten organisiert.